# Jean-Christophe Potton
Jean-Christophe Potton (Lyon, 13 de diciembre de 1960) es un diplomático francés.

## Biografía
Potton estudió en el Instituto de Estudios Políticos de París (diploma en 1981), en la Universidad de París II (maestría en ciencia política, 1983) y en la Escuela Nacional de Administración (graduación en junio de 1987).
Fue embajador de Francia en Montevideo desde octubre de 2009 hasta octubre de 2013. Actualmente es embajador de Francia en Paraguay desde junio de 2014.